# Bujar Osmani
Bujar Osmani (en macédonien : Бујар Османи), né le 11 septembre 1979 à Skopje, est un médecin et homme politique macédonien.

## Études et carrière professionnelle
Diplômé en médecine de l'université Saints-Cyrille-et-Méthode de Skopje en 2004, il complète sa formation à Londres en 2006-2007 et se spécialise en chirurgie hépato-biliaire et pancréatique. Il exerce comme médecin à partir de 2004 à la clinique universitaire St Naum Ohridski de Skopje. En 2012, il obtient le titre de chirurgien spécialiste et commence un doctorat en 2014 au sein de la faculté de médecine Dr Panche Karadzozov à Skopje.

## Parcours politique
Le 27 juillet 2008, il est nommé ministre de la Santé dans le gouvernement de Nikola Gruevski. Il demeure à ce poste jusqu'au 28 juillet 2011.
Le 1er juillet 2017, il devient vice-premier ministre dans le gouvernement de Zoran Zaev, chargé de l'intégration européenne. Fervent européen, membre de l'Union démocratique pour l'intégration, il considère que l'intégration de son pays à l'Union européenne est une priorité stratégique.
En novembre 2019, lorsqu'un séisme frappe l'Albanie, il fait partie de la délégation de personnalités politiques macédoniennes qui va présenter les condoléances de la Macédoine du Nord au président albanais Ilir Meta.
Le 30 août 2020, il devient ministre des Affaires étrangères dans le nouveau gouvernement de Zaev.